# Lily Williams
Lily Williams, född 24 juni 1994 i Tallahassee, Florida, är en amerikansk bancyklist.

## Karriär
Williams ingick i det amerikanska laget som tog guld i lagförföljelse vid VM 2020 och brons vid OS 2020.